# 御岳山 (日進市)

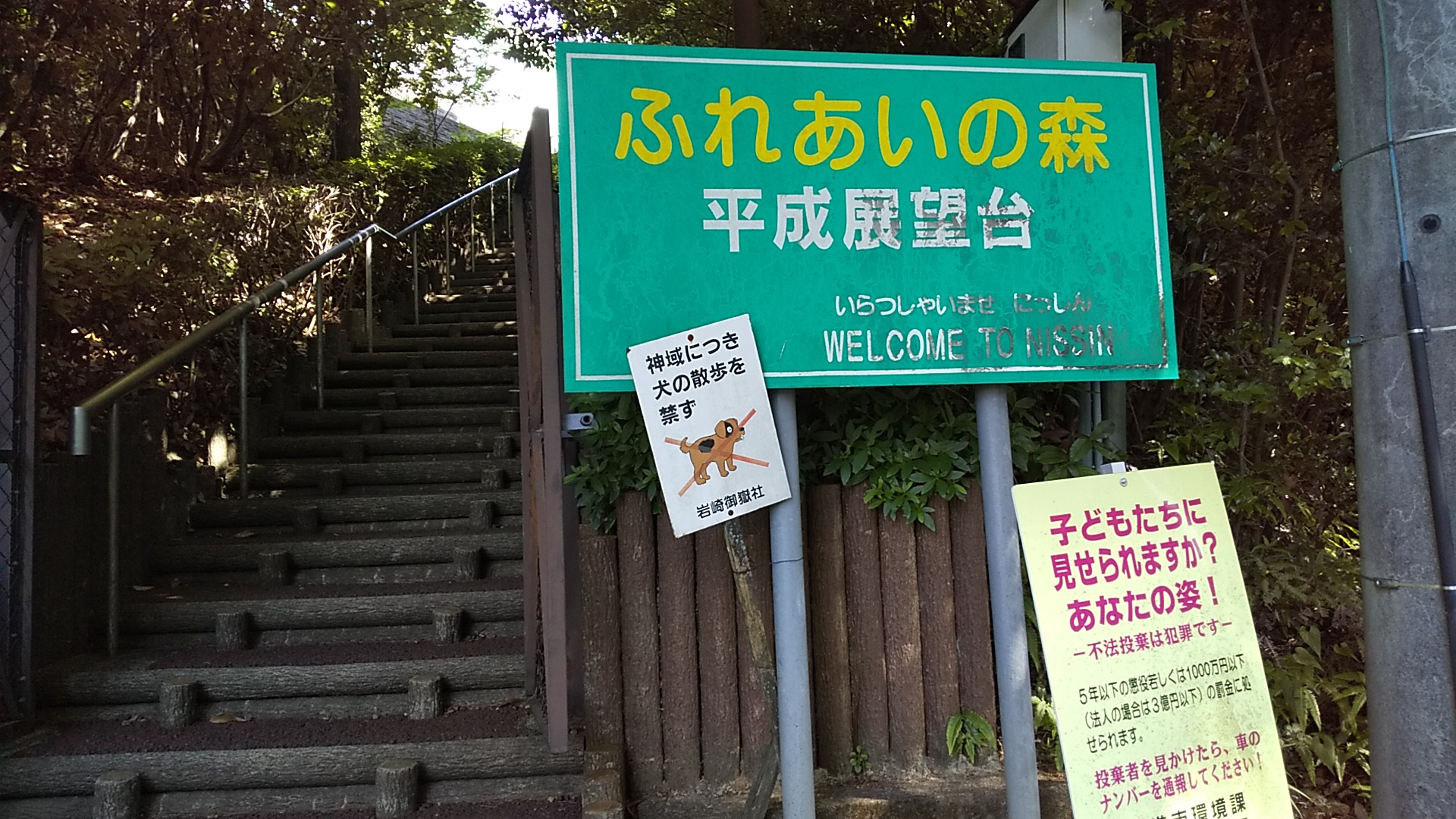
犬の散歩は神社境内ゆえに禁止されている。

御岳山（おんたけさん）は、愛知県日進市にある山である。

## 概要
標高131メートル。地元では岩崎御嶽山、あるいは日進御嶽山とも呼ばれており、山頂には江戸時代に勧請された岩崎御嶽社が置かれているほか、山中の至る場所に神霊碑などが建立されて、地元では信仰の対象ともなっている。
また、周辺を巡る散策路とともに「平成ふれあいの森」として整備され、山の南側には平成展望台が置かれていて、名古屋市方面を見渡せる夜景スポットとして知られている。なお、展望台は岩崎御嶽社の境内であり、犬の散歩は禁止である。また、展望台からは名古屋市 - 東郷町方面のみが見渡せるため、名前の由来となった御嶽山を見ることはできない。